# Staträsket (Överluleå socken, Norrbotten, 732249-173845)
Staträsket är en sjö i Bodens kommun i Norrbotten och ingår i Luleälvens huvudavrinningsområde. Sjön har en area på 0,539 kvadratkilometer och ligger 171,3 meter över havet. Sjön avvattnas av vattendraget Urstjärnälven.

## Delavrinningsområde
Staträsket ingår i det delavrinningsområde (732289-173849) som SMHI kallar för Inloppet i Degerträsket. Medelhöjden är 199 meter över havet och ytan är 11,92 kvadratkilometer. Det finns inga avrinningsområden uppströms utan avrinningsområdet är högsta punkten. Urstjärnälven som avvattnar avrinningsområdet har biflödesordning 3, vilket innebär att vattnet flödar genom totalt 3 vattendrag innan det når havet efter 113 kilometer. Avrinningsområdet består mestadels av skog (86 procent). Avrinningsområdet har 0,68 kvadratkilometer vattenytor vilket ger det en sjöprocent på 5,7 procent.